# Джийн Хоглън
Юджийн Виктор Хоглан II е американски барабанист, известен с творчеството си в барабанните аранжировки, включително използването на абстрактни устройства за перкусионни ефекти и неговата запазена марка – дълги ритми с двоен удар. Неговото техническо свирене е изключително точно при много бързи и предизвикателни темпове, което му носи прякорите „Атомният часовник“ и „Човекът-дръм машина“.
Той е известен с работата си с групите Dark Angel, Death, Strapping Young Lad, Devin Townsend, Fear Factory, Dethklok и Testament. Хоглан завършва работата по четвъртия албум Dethklok на The Doomstar Requiem, който е издаден през октомври 2013 г. Той пуска успешното DVD Gene Hoglan: The Atomic Clock, след което се завръща в Testament, за да запише песни за десетия им албум Dark Roots of Earth, пуснат през юли 2012 г.
Хоглан е представен на корицата на списанието Modern Drummer през ноември 2010. Той спечелва анкетата на читателите на Terrorizer за най-добър барабанист на 2010 г., а списанието Modern Drummer номинира Хоглан за най-добър метъл барабанист и най-добре записаното изпълнение – Dethklok Dethalbum II през 2011 г. Номиниран е за най-добър барабанист в списание Revolver за 2010 г.